# Приск Кесарийский
Приск (ум. в 260 году) — святой мученик Кесарийский. День памяти — 28 марта.
Святой Приск претерпел мучения вместе со святыми Малхом и Александром. Они были брошены на съедение диким зверям в амфитеатре во времена гонений, начатых императором Валерианом.